# Aïcha (voornaam)
Aïcha (Arabisch: عائشة, ʿĀʾisha) is een Arabische vrouwelijke voornaam, die levendig of levenslustig betekent. De derde vrouw van de profeet Mohammed heette Aïsja, daarom is het in de islamitische wereld een geliefde voornaam.
Andere spelwijzen zijn A'aisha, A'isha, Aisha, Aischa, Aische, Aishah, Aishat, Aishath, Aicha, Aisya, Aisyah, Aiša, Ajša, Aixa, Ayesha, Aysha, Ayşe, Ayisha en Iesha.

## Bekende naamdragers
- Aïcha Chenna (1941–2022), een Marokkaanse mensenrechtenactiviste en feministe
- Aicha Fall (1993), een Mauritaanse atlete
- Aïcha Gill (1991), een Nederlandse zangeres en musicalactrice
- Aïcha Marghadi (1977), een Nederlandse presentatrice
- Ayşe Deniz Karacagil (1993-2017), een Turkse activiste
- Ayşe Hafsa Sultan (1479-1534), een sultan van het Ottomaanse Rijk
- Ayşe Hatun Önal (1978), een Turkse zangeres
- Ayse Yigit (1972), een Turks-Belgische politica